# NGC 6427
NGC 6427 (ook: NGC 6431) is een elliptisch sterrenstelsel in het sterrenbeeld Hercules. Het hemelobject werd op 2 juli 1864 ontdekt door de Duitse astronoom Albert Marth.

## Synoniemen
- UGC 10957
- MCG 4-42-3
- ZWG 141.6
- PGC 60758